# Christen Kold

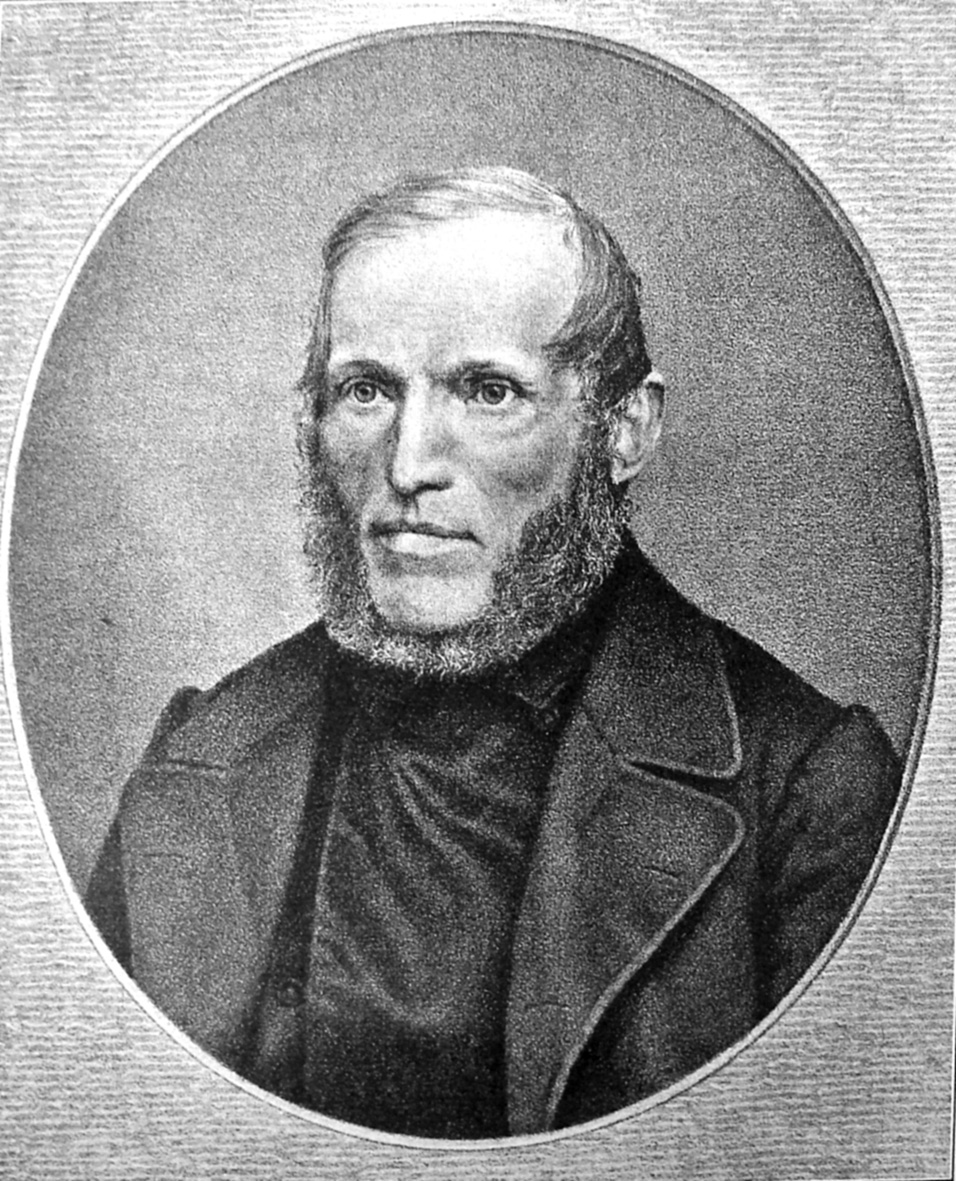
Christen Kold (Lithographie von 1912)

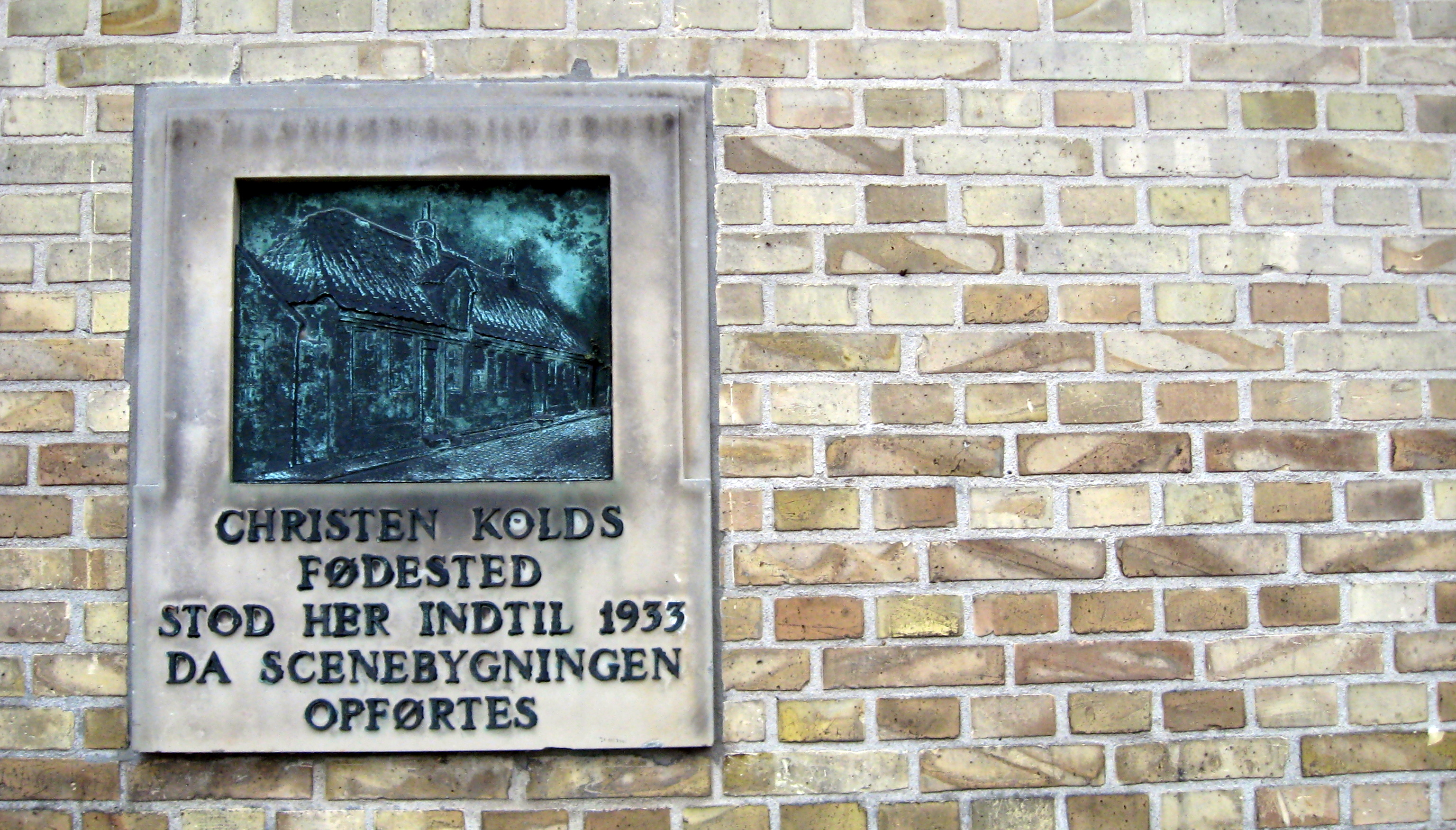
Erinnerungstafel für Christen Kold in Thisted

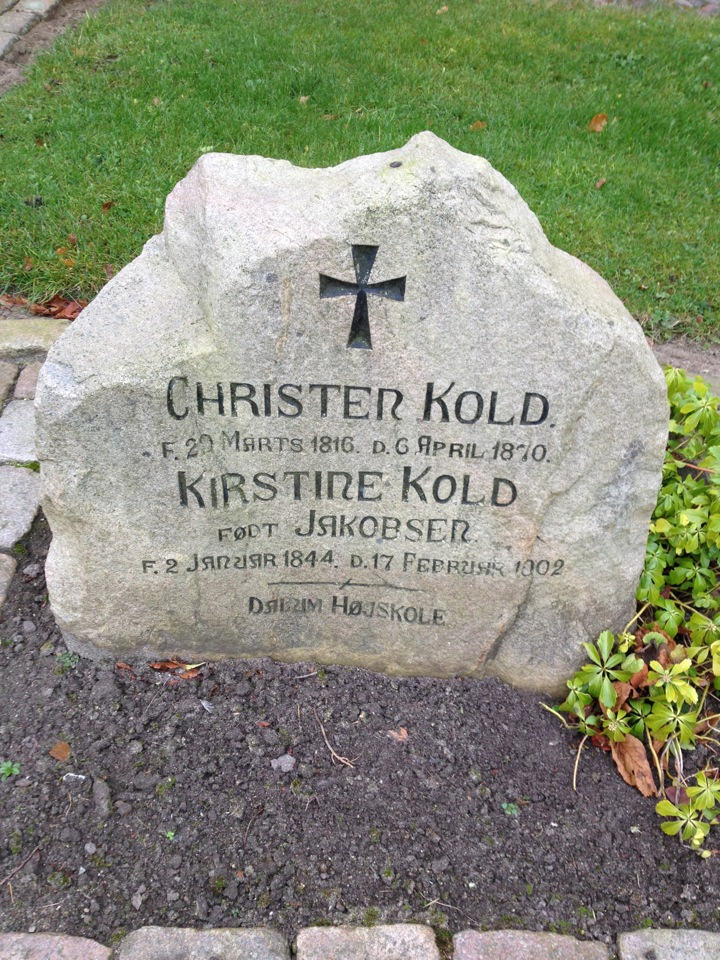
Grabstätte von Christen Kold bei der Kirche von Dalum

Christen Mikkelsen Kold oder Kresten Kold (* 29. März 1816 in Thisted; † 6. April 1870 in Dalum (heute Ortsteil von Odense)) war ein dänischer Lehrer, der auch ein Pionier in der dänischen Hochschul- und Freischulbewegung war.

## Leben
Kold war der Sohn des Schuhmachers Mikkel Christensen Kold aus Thisted. Nach dem Schulbesuch machte er eine Lehre zum Buchbinder, arbeitete aber nicht lange in diesem Beruf. Er wollte Lehrer werden. Im Jahr 1831 begann er als Wanderlehrer (Lehrer, der in dünn bevölkerten Gegenden von Ort zu Ort zog, um notdürftig Unterricht zu erteilen) in Fårtoft, eine Siedlung im Kirchspiel Thisted, etwas östlich davon gelegen und sehr kärglich besiedelt, tätig zu werden. Kurze Zeit später wurde er Hauslehrer auf dem Kovstrup-Hof in Sønderhå, wo er die Kinder des Grundbesitzers unterrichtete. In der Nachbargemeinde Snedsted besuchte er hiernach das (Lehrer-)Seminar Snedsted Seminarium.
Außerhalb des Seminars geriet Kold durch die Bekanntschaft mit dem Heilsprediger Peter Larsen Skræppenborg in den Einfluss der religiösen Bewegung „Göttliche Erweckung“. Für Kold bedeutete das, zu lernen, dass es Freiheit geben solle in Fragen der Schule und des Glaubens, die damals organisatorisch und inhaltlich eng miteinander verknüpft waren. Das brachte ihn in ein Spannungsverhältnis zur öffentlichen Schule und hinderte ihn jahrelang daran, eine Anstellung als Lehrer zu bekommen. Er weigerte sich, die Schüler „Balles Lehrbuch“ (eine Version des Kleinen Katechismus von Martin Luther mit Erläuterungen des Bischofs Nicolai Edinger Balle (1744–1816) und von ihm herausgegeben) auswendig lernen zu lassen, was – oft als einziges Lehrbuch – den wesentlichen Teil des Unterrichts in der damaligen öffentlichen Schule ausmachte. Stattdessen machte er die „mündliche Erzählung“ zur wichtigsten Unterrichtsmethode. Seine Weigerung führte zu einem Rechtsstreit mit dem Verlag.
Pastor Ludvig Daniel Hass, ein Gemeindepfarrer aus Mjolden, hatte Kold 1838 als Hauslehrer ins Nachbardorf Forballum auf der Insel Mors im Limfjord geholt, wo er aber vom Amt des Schullehrers ausgeschlossen blieb. Hass unterstützte ihn in einem neuen Streit mit der Kanzlei von Balles Lehrbuch, der sich als erfolglos erwies. Aus Protest gegen die Autoritäten kündigte Hass sein Amt als Gemeindepfarrer auf und brachte Kold 1842 dazu, mit ihm zusammen nach Smyrna (heutiges Izmir) in der Türkei, zu reisen, um als Missionar für die Dänische Missionsgesellschaft zu arbeiten.
Nachdem sich Kold mit Hass überworfen hatte, nutzte er seine Buchbinderausbildung und durch seine Tätigkeit verdiente er in den Jahren 1842–1847 genug Geld, um sich nicht nur ernähren zu können, sondern auch für die Zukunft zu sparen, um seine spätere Schularbeit in Ryslinge auf Fünen finanzieren zu können. 1847 verließ er Smyrna, fuhr per Schiff nach Triest und „ging den Weg bis Thisted zu Fuß, sein Gepäck auf einem Handwagen ziehend“. Als er aus der Türkei zurückkehrte, bekam er eine Anstellung als Hauslehrer bei dem grundtvigschen Pastor C. F. Hassenfeldt auf dem Pfarrhof von Holmsland in West-Jütland. Dort konnte er seine Ideen über Schule und Unterricht mit den Pfarrerskindern ausprobieren. Auf dem Pfarrhof blieb er bis 1848 und wurde dann Hauslehrer für den Sohn des Pastors C. C. Østergaard in Sønder Felding. Kold vertiefte sich hier auch in Grundtvigs Werke, die großen Eindruck auf ihn machten. 1849 wurde er Hauslehrer auf dem Pfarrhof von Ryslinge. Mit Unterstützung grundtvigscher Kreise aus Kopenhagen, die ihm in Ryslinge ein Haus mit großem Grundstück kauften, gründete er hier eine „höhere Volksschule“ – die erste in Dänemark. Sie öffnete am 1. November 1851 mit 15 Schülern. Nachdem die Nachfrage nach Schulplätzen kontinuierlich stieg, zog er mit seiner Schule 1853 zunächst nach Dalby bei Kerteminde um und errichtete schließlich 1862 in der Gemeinde Dalum bei Odense auf Fünen ein geräumiges Gebäude, in dem er bis zu seinem Tod lehrte. Die Schülerzahl stieg bis dahin auf 112 männliche Schüler. Der Unterricht fand nur im Winterhalbjahr statt, da die Schüler im Sommer als Arbeitskräfte gebraucht wurden. Im Sommer wurden nur kurzzeitige Kurse veranstaltet, zu denen ab 1862 auch Mädchen und junge Frauen zugelassen wurden.

„Seine pädagogischen Methoden waren (für die damalige Zeit) revolutionär. Er bekämpfte das allgemein übliche Verfahren, den Schülern durch mechanisches Auswendiglernen etwas beibringen zu wollen. Er hielt sich streng an die Ansicht, dass die Lehrer von ihrem Stoff und ihrer Berufung als Erzieher so sehr erfüllt sein sollten, dass sich der von der Liebe zu ihrer Arbeit erfüllte Schwung und ihre Energie belebend auf die Arbeit ihrer Schüler auswirken konnten. Seine Kritik am Lernen aus Büchern hat jedoch nicht immer einen günstigen Einfluss auf viele seiner Nachfolger gehabt, die zwar seinem Beispiel folgten, aber nicht sein Genie besaßen“

.
Kolds Bedeutung liegt hauptsächlich darin, dass er im Unterricht sowohl für Kinder, als auch für Erwachsene Grundtvigs Schul-Ideen in der praktischen Wirklichkeit so umgesetzt hat, dass sie im „Volk Wurzeln schlugen, insbesondere auf dem Land“.
Kold beschrieb seine Vorstellungen von Schule und Unterricht in seinem Bogen om Børneskolen (Buch über die Kinderschule), erschienen 1850.
Kold war zeitlebens direkt in die Gründung von rund 100 Freischulen auf Fünen und auf Seeland einbezogen.
Er ist auf dem Kirchhof von Dalum begraben.